# Temporada 2018 del Campeonato Británico de Superbikes
La Temporada 2018 del Campeonato Británico de Superbikes es la 31ª temporada del Campeonato Británico de Superbikes. Comenzó el 1 de abril en Donington Park y terminará el 14 de octubre en Brands Hatch después de 12 rondas y 26 carreras.

## Pilotos y equipos
| Equipo                          | Constructor | No. | Piloto           | Rondas           |
| ------------------------------- | ----------- | --- | ---------------- | ---------------- |
| Be Wiser Ducati Racing Team     | Ducati      | 2   | Glenn Irwin      | Todas            |
| Be Wiser Ducati Racing Team     | Ducati      | 18  | Andrew Irwin     | 4–12             |
| Be Wiser Ducati Racing Team     | Ducati      | 67  | Shane Byrne      | 1–3              |
| Honda Racing                    | Honda       | 4   | Dan Linfoot      | 1–2, 4–6, 9-12   |
| Honda Racing                    | Honda       | 22  | Jason O'Halloran | Todas            |
| Honda Racing                    | Honda       | 23  | Ryuichi Kiyonari | 3                |
| Honda Racing                    | Honda       | 68  | Tom Neave        | 7-8              |
| Silicone Engineering Racing     | Kawasaki    | 5   | Dean Harrison    | 1, 3, 6, 9-12    |
| Temple Yamaha                   | Yamaha      | 6   | William Dunlop   | 1                |
| Tyco BMW                        | BMW         | 7   | Michael Laverty  | Todas            |
| Tyco BMW                        | BMW         | 21  | Christian Iddon  | Todas            |
| Anvil Hire Tag Yamaha           | Yamaha      | 8   | Shaun Winfield   | Todas            |
| Anvil Hire Tag Yamaha           | Yamaha      | 11  | James Ellison    | Todas            |
| Gulf BMW                        | BMW         | 9   | David Johnson    | 1, 3             |
| Padgetts Racing                 | Honda       | 10  | Conor Cummins    | 1, 3             |
| OMG Racing UK LTD               | Suzuki      | 10  | Josh Elliott     | 11-12            |
| OMG Racing UK LTD               | Suzuki      | 44  | Gino Rea         | Todas            |
| JG Speedfit Kawasaki            | Kawasaki    | 12  | Luke Mossey      | Todas            |
| JG Speedfit Kawasaki            | Kawasaki    | 91  | Leon Haslam      | Todas            |
| Smiths Racing                   | BMW         | 20  | Sylvain Barrier  | Todas            |
| Smiths Racing                   | BMW         | 60  | Peter Hickman    | Todas            |
| Moto Rapido Racing              | Ducati      | 24  | Taylor Mackenzie | 1–5              |
| Moto Rapido Racing              | Ducati      | 46  | Tommy Bridewell  | 6–12             |
| McAMS Yamaha                    | Yamaha      | 25  | Josh Brookes     | Todas            |
| McAMS Yamaha                    | Yamaha      | 95  | Tarran Mackenzie | 1–12             |
| Lloyd & Jones PR Racing         | BMW         | 26  | Luke Hedger      | 5–7, 9           |
| Lloyd & Jones PR Racing         | BMW         | 42  | Joe Francis      | 10–12            |
| Lloyd & Jones PR Racing         | BMW         | 96  | Jakub Smrž       | 1–3              |
| RAF Regular & Reserves Kawasaki | Kawasaki    | 27  | Jake Dixon       | Todas            |
| Buildbase Suzuki                | Suzuki      | 28  | Bradley Ray      | 1–12             |
| Buildbase Suzuki                | Suzuki      | 47  | Richard Cooper   | 1–12             |
| Gearlink Kawasaki               | Kawasaki    | 32  | Carl Phillips    | 1–4              |
| Gearlink Kawasaki               | Kawasaki    | 89  | Fraser Rogers    | 5–12             |
| RidersMotorcycles.com BMW       | BMW         | 40  | Martin Jessopp   | 1, 3, 6–9, 11-12 |
| Movuno.com Halsall Racing       | Suzuki      | 46  | Tommy Bridewell  | 1–4              |
| Movuno.com Halsall Racing       | Suzuki      | 52  | Danny Kent       | 12               |
| Movuno.com Halsall Racing       | Suzuki      | 68  | Tom Neave        | 9–10             |
| Movuno.com Halsall Racing       | Suzuki      | 69  | Chrissy Rouse    | 5–8, 11          |
| Team WD-40                      | Kawasaki    | 55  | Mason Law        | Todas            |
| Team 64                         | Kawasaki    | 64  | Aaron Zanotti    | 4–12             |
| CF Motorsport                   | Yamaha      | 77  | Kyle Ryde        | 1–4              |
| FS-3 Racing                     | Kawasaki    | 83  | Danny Buchan     | Todas            |

| Leyenda             | Leyenda |
| ------------------- | ------- |
| Piloto Titular      |         |
| Piloto Invitado     |         |
| Piloto de reemplazo |         |

- Todos los pilotos usan neumáticos Pirelli.

## Calendario y resultados
| Calendario 2018   | Calendario 2018   | Calendario 2018      | Calendario 2018   | Calendario 2018   | Calendario 2018   | Calendario 2018   | Calendario 2018                 |
| Temporada regular | Temporada regular | Temporada regular    | Temporada regular | Temporada regular | Temporada regular | Temporada regular | Temporada regular               |
| Ronda             | Ronda             | Circuito             | Fecha             | Pole position     | Vuelta rápida     | Piloto ganador    | Equipo ganador                  |
| ----------------- | ----------------- | -------------------- | ----------------- | ----------------- | ----------------- | ----------------- | ------------------------------- |
| 1                 | R1                | Donington Park GP    | 1 April           | Leon Haslam       | Bradley Ray       | Bradley Ray       | Buildbase Suzuki                |
| 1                 | R2                | Donington Park GP    | 2 April           | Bradley Ray       | Leon Haslam       | Bradley Ray       | Buildbase Suzuki                |
| 2                 | R1                | Brands Hatch Indy    | 15 April          | Bradley Ray       | Bradley Ray       | Shane Byrne       | Be Wiser Ducati Racing Team     |
| 2                 | R2                | Brands Hatch Indy    | 15 April          | Bradley Ray       | Leon Haslam       | Leon Haslam       | JG Speedfit Kawasaki            |
| 3                 | R1                | Oulton Park          | 7 May             | Shane Byrne       | Leon Haslam       | Leon Haslam       | JG Speedfit Kawasaki            |
| 3                 | R2                | Oulton Park          | 7 May             | Leon Haslam       | Jason O'Halloran  | Leon Haslam       | JG Speedfit Kawasaki            |
| 4                 | R1                | Snetterton 300       | 17 June           | Bradley Ray       | Glenn Irwin       | Leon Haslam       | JG Speedfit Kawasaki            |
| 4                 | R2                | Snetterton 300       | 17 June           | Glenn Irwin       | Leon Haslam       | Leon Haslam       | JG Speedfit Kawasaki            |
| 5                 | R1                | Knockhill            | 8 July            | Jake Dixon        | Danny Buchan      | Jake Dixon        | RAF Regular & Reserves Kawasaki |
| 5                 | R2                | Knockhill            | 8 July            | Danny Buchan      | Leon Haslam       | Leon Haslam       | JG Speedfit Kawasaki            |
| 6                 | R1                | Brands Hatch GP      | 22 July           | Glenn Irwin       | Josh Brookes      | Josh Brookes      | McAMS Yamaha                    |
| 6                 | R2                | Brands Hatch GP      | 22 July           | Josh Brookes      | Leon Haslam       | Josh Brookes      | McAMS Yamaha                    |
| 7                 | R1                | Thruxton             | 5 August          | Glenn Irwin       | Luke Mossey       | Leon Haslam       | JG Speedfit Kawasaki            |
| 7                 | R2                | Thruxton             | 5 August          | Luke Mossey       | Luke Mossey       | Josh Brookes      | McAMS Yamaha                    |
| 8                 | R1                | Cadwell Park         | 19 August         | Bradley Ray       | Leon Haslam       | Leon Haslam       | JG Speedfit Kawasaki            |
| 8                 | R2                | Cadwell Park         | 19 August         | Leon Haslam       | Jake Dixon        | Leon Haslam       | JG Speedfit Kawasaki            |
| 9                 | R1                | Silverstone National | 8–9 September     | Bradley Ray       | Jake Dixon        | Leon Haslam       | JG Speedfit Kawasaki            |
| 9                 | R2                | Silverstone National | 8–9 September     | Jake Dixon        | Leon Haslam       | Leon Haslam       | JG Speedfit Kawasaki            |
| 9                 | R3                | Silverstone National | 8–9 September     | Leon Haslam       | Tarran Mackenzie  | Leon Haslam       | JG Speedfit Kawasaki            |
| The Showdown      |                   |                      |                   |                   |                   |                   |                                 |
| 10                | R1                | Oulton Park          | 16 September      | Jake Dixon        | Jake Dixon        | Jake Dixon        | RAF Regular & Reserves Kawasaki |
| 10                | R2                | Oulton Park          | 16 September      | Jake Dixon        | Jake Dixon        | Jake Dixon        | RAF Regular & Reserves Kawasaki |
| 11                | R1                | TT Circuit Assen     | 30 September      | Jake Dixon        | Peter Hickman     | Leon Haslam       | JG Speedfit Kawasaki            |
| 11                | R2                | TT Circuit Assen     | 30 September      | Peter Hickman     | Leon Haslam       | Leon Haslam       | JG Speedfit Kawasaki            |
| 12                | R1                | Brands Hatch GP      | 13–14 October     | Jake Dixon        | Jake Dixon        | Glenn Irwin       | Be Wiser Ducati Racing Team     |
| 12                | R2                | Brands Hatch GP      | 13–14 October     | Jake Dixon        | Leon Haslam       | Leon Haslam       | JG Speedfit Kawasaki            |
| 12                | R3                | Brands Hatch GP      | 13–14 October     | Leon Haslam       | Richard Cooper    | Richard Cooper    | Buildbase Suzuki                |

## Estadísticas
Sistema de puntuación
Los puntos se reparten entre los quince primeros clasificados en acabar la carrera. 
| Posición | 1.º | 2.º | 3.º | 4.º | 5.º | 6.º | 7.º | 8.º | 9.º | 10.º | 11.º | 12.º | 13.º | 14.º | 15.º |
| Puntos   | 25  | 20  | 16  | 13  | 11  | 10  | 9   | 8   | 7   | 6    | 5    | 4    | 3    | 2    | 1    |

### Clasificación de Pilotos
| Pos                       | Piloto                    | Moto                      | DON                       | DON                       | BRH                       | BRH                       | OUL                       | OUL                       | SNE                       | SNE                       | KNO                       | KNO                       | BRH                       | BRH                       | THR                       | THR                       | CAD                       | CAD                       | SIL                       | SIL                       | SIL                       | OUL                       | OUL                       | ASS                       | ASS                       | BRH                       | BRH                       | BRH                       | Pts                       |
| Pos                       | Piloto                    | Moto                      | R1                        | R2                        | R1                        | R2                        | R1                        | R2                        | R1                        | R2                        | R1                        | R2                        | R1                        | R2                        | R1                        | R2                        | R1                        | R2                        | R1                        | R2                        | R3                        | R1                        | R2                        | R1                        | R2                        | R1                        | R2                        | R3                        | Pts                       |
| The Championship Showdown | The Championship Showdown | The Championship Showdown | The Championship Showdown | The Championship Showdown | The Championship Showdown | The Championship Showdown | The Championship Showdown | The Championship Showdown | The Championship Showdown | The Championship Showdown | The Championship Showdown | The Championship Showdown | The Championship Showdown | The Championship Showdown | The Championship Showdown | The Championship Showdown | The Championship Showdown | The Championship Showdown | The Championship Showdown | The Championship Showdown | The Championship Showdown | The Championship Showdown | The Championship Showdown | The Championship Showdown | The Championship Showdown | The Championship Showdown | The Championship Showdown | The Championship Showdown | The Championship Showdown |
| ------------------------- | ------------------------- | ------------------------- | ------------------------- | ------------------------- | ------------------------- | ------------------------- | ------------------------- | ------------------------- | ------------------------- | ------------------------- | ------------------------- | ------------------------- | ------------------------- | ------------------------- | ------------------------- | ------------------------- | ------------------------- | ------------------------- | ------------------------- | ------------------------- | ------------------------- | ------------------------- | ------------------------- | ------------------------- | ------------------------- | ------------------------- | ------------------------- | ------------------------- | ------------------------- |
| 1                         | Leon Haslam               | Kawasaki                  | 9                         | 2                         | 4                         | 1                         | 1                         | 1                         | 1                         | 1                         | 2                         | 1                         | 3                         | 3                         | 1                         | 4                         | 1                         | 1                         | 1                         | 1                         | 1                         | 3                         | 2                         | 1                         | 1                         | 6                         | 1                         | 6                         | 699                       |
| 2                         | Jake Dixon                | Kawasaki                  | 11                        | 12                        | 6                         | Ret                       | 2                         | 3                         | 3                         | 2                         | 1                         | 2                         | 4                         | 4                         | 2                         | 3                         | 3                         | 3                         | 5                         | Ret                       | 3                         | 1                         | 1                         | 2                         | Ret                       | 2                         | Ret                       | 3                         | 629                       |
| 3                         | Glenn Irwin               | Ducati                    | 6                         | 7                         | 7                         | 2                         | Ret                       | 5                         | 2                         | Ret                       | 4                         | 4                         | 2                         | 2                         | 5                         | 9                         | 4                         | 5                         | 2                         | 3                         | 4                         | 12                        | 6                         | 5                         | 4                         | 1                         | 7                         | Ret                       | 588                       |
| 4                         | Josh Brookes              | Yamaha                    | 12                        | 11                        | 13                        | 5                         | 6                         | 6                         | 4                         | 3                         | 8                         | Ret                       | 1                         | 1                         | 4                         | 1                         | 10                        | Ret                       | 4                         | 2                         | 6                         | Ret                       | 5                         | 9                         | 2                         | 7                         | 9                         | 5                         | 584                       |
| 5                         | Peter Hickman             | BMW                       | 8                         | Ret                       | 10                        | 14                        | Ret                       | 11                        | 7                         | 6                         | 10                        | 10                        | 6                         | 10                        | 3                         | 2                         | 7                         | 4                         | 8                         | Ret                       | 19                        | 8                         | 8                         | 4                         | 3                         | 5                         | 6                         | 9                         | 577                       |
| 6                         | Bradley Ray               | Suzuki                    | 1                         | 1                         | 2                         | 7                         | 4                         | 7                         | Ret                       | Ret                       | 5                         | Ret                       | 13                        | 16                        | Ret                       | 12                        | 2                         | 2                         | Ret                       | 14                        | 7                         | 11                        | Ret                       | 17                        | 7                         | 11                        | 8                         | 11                        | 551                       |
| BSB Riders Cup            |                           |                           |                           |                           |                           |                           |                           |                           |                           |                           |                           |                           |                           |                           |                           |                           |                           |                           |                           |                           |                           |                           |                           |                           |                           |                           |                           |                           |                           |
| 7                         | Tommy Bridewell           | Suzuki                    | Ret                       | 14                        | 9                         | 8                         | 8                         | 10                        | DNS                       | DNS                       |                           |                           |                           |                           |                           |                           |                           |                           |                           |                           |                           |                           |                           |                           |                           |                           |                           |                           | 178                       |
| 7                         | Tommy Bridewell           | Ducati                    |                           |                           |                           |                           |                           |                           |                           |                           |                           |                           | 12                        | 7                         | 11                        | 7                         | 5                         | Ret                       | 10                        | 6                         | 9                         | 2                         | 3                         | 6                         | Ret                       | Ret                       | 2                         | 2                         | 178                       |
| 8                         | Jason O'Halloran          | Honda                     | 7                         | 9                         | 3                         | Ret                       | 5                         | 2                         | Ret                       | DNS                       | 16                        | DNS                       | 14                        | 15                        | 6                         | 6                         | 13                        | 11                        | 6                         | 4                         | 5                         | 6                         | DNS                       | 7                         | 11                        | Ret                       | 3                         | 8                         | 176                       |
| 9                         | Christian Iddon           | BMW                       | 14                        | 6                         | 5                         | 6                         | DNS                       | DNS                       | 9                         | 8                         | 7                         | 6                         | 5                         | 6                         | 13                        | Ret                       | 6                         | 6                         | 15                        | 5                         | 10                        | DNS                       | DNS                       | 8                         | 10                        | Ret                       | 5                         | 4                         | 167                       |
| 10                        | Tarran Mackenzie          | Yamaha                    | 18                        | DNS                       | 11                        | 9                         | 9                         | Ret                       | 6                         | Ret                       | 14                        | 11                        | Ret                       | 5                         | 9                         | 5                         | 8                         | Ret                       | 3                         | Ret                       | 2                         | 7                         | 4                         | 3                         | Ret                       | 3                         | DNS                       | DNS                       | 163                       |
| 11                        | Danny Buchan              | Kawasaki                  | 13                        | 4                         | 12                        | 12                        | 7                         | 8                         | 5                         | 5                         | 3                         | 3                         | 8                         | 8                         | Ret                       | Ret                       | Ret                       | 8                         | 13                        | 12                        | 12                        | DNS                       | DNS                       | 13                        | 9                         | 9                         | Ret                       | DNS                       | 147                       |
| 12                        | Richard Cooper            | Suzuki                    | 16                        | 13                        | Ret                       | Ret                       | 10                        | 9                         | 10                        | 7                         | 9                         | 7                         | 7                         | Ret                       | Ret                       | 14                        | 11                        | 9                         | Ret                       | 10                        | 8                         | 13                        | Ret                       | 12                        | 5                         | Ret                       | 4                         | 1                         | 140                       |
| 13                        | Michael Laverty           | BMW                       | 10                        | 10                        | 8                         | 3                         | Ret                       | 13                        | Ret                       | 9                         | 6                         | 5                         | 10                        | 11                        | Ret                       | 13                        | 14                        | 7                         | 14                        | Ret                       | Ret                       | 5                         | Ret                       | 11                        | Ret                       | 10                        | Ret                       | Ret                       | 116                       |
| 14                        | James Ellison             | Yamaha                    | 3                         | Ret                       | 16                        | 11                        | 11                        | 12                        | 8                         | Ret                       | 13                        | 9                         | Ret                       | 9                         | 12                        | 15                        | 9                         | Ret                       | Ret                       | 13                        | 11                        | 9                         | 10                        | 10                        | 8                         | 8                         | Ret                       | Ret                       | 110                       |
| 15                        | Shane Byrne               | Ducati                    | 2                         | 5                         | 1                         | 4                         | 3                         | 4                         |                           |                           |                           |                           |                           |                           |                           |                           |                           |                           |                           |                           |                           |                           |                           |                           |                           |                           |                           |                           | 98                        |
| 16                        | Luke Mossey               | Kawasaki                  | 5                         | 8                         | 15                        | 13                        | Ret                       | Ret                       | Ret                       | DNS                       | 12                        | 12                        | Ret                       | 13                        | 7                         | 8                         | 12                        | 10                        | 7                         | 8                         | DNS                       | Ret                       | 7                         | 14                        | 15                        | 12                        | 11                        | Ret                       | 97                        |
| 17                        | Andrew Irwin              | Ducati                    |                           |                           |                           |                           |                           |                           | Ret                       | 10                        | 11                        | 8                         | 9                         | 12                        | Ret                       | 11                        | Ret                       | Ret                       | 11                        | 9                         | Ret                       | 4                         | 9                         | 16                        | 6                         | 4                         | Ret                       | Ret                       | 80                        |
| 18                        | Dan Linfoot               | Honda                     | 4                         | 3                         | DNS                       | DNS                       |                           |                           | Ret                       | 4                         | Ret                       | 13                        | Ret                       | DNS                       |                           |                           |                           |                           | 12                        | 11                        | Ret                       | 10                        | 11                        | 15                        | Ret                       | DNS                       | DNS                       | DNS                       | 66                        |
| 19                        | Gino Rea                  | Suzuki                    | 17                        | 15                        | 19                        | 17                        | 13                        | Ret                       | 14                        | 11                        | 17                        | 15                        | 16                        | 17                        | Ret                       | 17                        | 16                        | Ret                       | 9                         | 7                         | 14                        | 14                        | 14                        | Ret                       | 16                        | 13                        | Ret                       | 7                         | 45                        |
| 20                        | Mason Law                 | Kawasaki                  | 20                        | Ret                       | 18                        | 18                        | 15                        | Ret                       | 12                        | 13                        | 15                        | 14                        | 15                        | 18                        | 8                         | 10                        | DNS                       | DNS                       | 16                        | 15                        | 13                        | 17                        | 13                        | Ret                       | Ret                       | 17                        | 12                        | 13                        | 40                        |
| 21                        | Sylvain Barrier           | BMW                       | 19                        | 17                        | 20                        | 19                        | 16                        | 19                        | 13                        | 14                        | Ret                       | 17                        | Ret                       | Ret                       | 14                        | 18                        | 18                        | 14                        | 17                        | 16                        | 15                        | DNS                       | DNS                       | 20                        | 13                        | 20                        | Ret                       | 10                        | 19                        |
| 22                        | Chrissy Rouse             | Suzuki                    |                           |                           |                           |                           |                           |                           |                           |                           | Ret                       | Ret                       | 11                        | 14                        | 10                        | Ret                       | Ret                       | DNS                       |                           |                           |                           |                           |                           | DNS                       | DNS                       |                           |                           |                           | 13                        |
| 23                        | Taylor Mackenzie          | Ducati                    | 15                        | 16                        | 17                        | 15                        | Ret                       | 14                        | 11                        | 12                        | DNS                       | DNS                       |                           |                           |                           |                           |                           |                           |                           |                           |                           |                           |                           |                           |                           |                           |                           |                           | 13                        |
| 24                        | Dean Harrison             | Kawasaki                  | 21                        | Ret                       |                           |                           | 17                        | 18                        |                           |                           |                           |                           | 17                        | 20                        |                           |                           |                           |                           | 19                        | 17                        | Ret                       | Ret                       | 12                        | 19                        | 12                        | 14                        | Ret                       | Ret                       | 10                        |
| 25                        | Shaun Winfield            | Yamaha                    | 26                        | Ret                       | 22                        | 21                        | 20                        | 20                        | 15                        | 15                        | Ret                       | 18                        | 20                        | 23                        | 16                        | Ret                       | 19                        | 15                        | 22                        | 19                        | 21                        | Ret                       | 16                        | 22                        | 18                        | Ret                       | 13                        | 14                        | 8                         |
| 26                        | Josh Elliott              | Suzuki                    |                           |                           |                           |                           |                           |                           |                           |                           |                           |                           |                           |                           |                           |                           |                           |                           |                           |                           |                           |                           |                           | 18                        | Ret                       | 15                        | 10                        | Ret                       | 7                         |
| 27                        | Carl Phillips             | Kawasaki                  | 24                        | Ret                       | 21                        | 10                        | Ret                       | Ret                       | DNS                       | DNS                       |                           |                           |                           |                           |                           |                           |                           |                           |                           |                           |                           |                           |                           |                           |                           |                           |                           |                           | 6                         |
| 28                        | Tom Neave                 | Honda                     |                           |                           |                           |                           |                           |                           |                           |                           |                           |                           |                           |                           | Ret                       | Ret                       | 15                        | 12                        |                           |                           |                           |                           |                           |                           |                           |                           |                           |                           | 5                         |
| 28                        | Tom Neave                 | Suzuki                    |                           |                           |                           |                           |                           |                           |                           |                           |                           |                           |                           |                           |                           |                           |                           |                           | 18                        | Ret                       | 16                        | 18                        | Ret                       |                           |                           |                           |                           |                           | 5                         |
| 29                        | Ryuichi Kiyonari          | Honda                     |                           |                           |                           |                           | 12                        | 15                        |                           |                           |                           |                           |                           |                           |                           |                           |                           |                           |                           |                           |                           |                           |                           |                           |                           |                           |                           |                           | 5                         |
| 30                        | Danny Kent                | Suzuki                    |                           |                           |                           |                           |                           |                           |                           |                           |                           |                           |                           |                           |                           |                           |                           |                           |                           |                           |                           |                           |                           |                           |                           | Ret                       | Ret                       | 12                        | 4                         |
| 31                        | Martin Jessopp            | BMW                       | 23                        | DNS                       |                           |                           | 18                        | 16                        |                           |                           |                           |                           | Ret                       | 19                        | 15                        | 16                        | Ret                       | 13                        | Ret                       | 18                        | 17                        |                           |                           | Ret                       | DNS                       | Ret                       | Ret                       | DNS                       | 4                         |
| 32                        | Jakub Smrž                | BMW                       | DNS                       | Ret                       | 14                        | 16                        | 14                        | Ret                       |                           |                           |                           |                           |                           |                           |                           |                           |                           |                           |                           |                           |                           |                           |                           |                           |                           |                           |                           |                           | 4                         |
| 33                        | Fraser Rogers             | Kawasaki                  |                           |                           |                           |                           |                           |                           |                           |                           | Ret                       | 16                        | 19                        | 21                        | 17                        | Ret                       | 17                        | Ret                       | 20                        | DNS                       | DNS                       | 15                        | 15                        | 21                        | 14                        | Ret                       | Ret                       | DNS                       | 4                         |
| 34                        | Aaron Zanotti             | Kawasaki                  |                           |                           |                           |                           |                           |                           | 16                        | Ret                       | Ret                       | DNS                       | Ret                       | 24                        | Ret                       | Ret                       | 20                        | Ret                       | Ret                       | Ret                       | 20                        | Ret                       | Ret                       | Ret                       | 19                        | Ret                       | 14                        | 15                        | 3                         |
|                           | Joe Francis               | BMW                       |                           |                           |                           |                           |                           |                           |                           |                           |                           |                           |                           |                           |                           |                           |                           |                           |                           |                           |                           | 16                        | Ret                       | Ret                       | 17                        | 18                        | Ret                       | Ret                       | 0                         |
|                           | Kyle Ryde                 | Yamaha                    | Ret                       | 19                        | Ret                       | 20                        | Ret                       | 17                        | DNS                       | DNS                       |                           |                           |                           |                           |                           |                           |                           |                           |                           |                           |                           |                           |                           |                           |                           |                           |                           |                           | 0                         |
|                           | David Johnson             | BMW                       | 22                        | 18                        |                           |                           | 19                        | Ret                       |                           |                           |                           |                           |                           |                           |                           |                           |                           |                           |                           |                           |                           |                           |                           |                           |                           |                           |                           |                           | 0                         |
|                           | Luke Hedger               | BMW                       |                           |                           |                           |                           |                           |                           |                           |                           | DNS                       | DNS                       | 18                        | 22                        | 18                        | 19                        |                           |                           | 21                        | Ret                       | Ret                       |                           |                           |                           |                           |                           |                           |                           | 0                         |
|                           | Conor Cummins             | Honda                     | 25                        | 20                        |                           |                           | 21                        | 21                        |                           |                           |                           |                           |                           |                           |                           |                           |                           |                           |                           |                           |                           |                           |                           |                           |                           |                           |                           |                           | 0                         |
|                           | William Dunlop            | Yamaha                    | 27                        | Ret                       |                           |                           |                           |                           |                           |                           |                           |                           |                           |                           |                           |                           |                           |                           |                           |                           |                           |                           |                           |                           |                           |                           |                           |                           | 0                         |
| Pos                       | Piloto                    | Moto                      | DON                       | DON                       | BRH                       | BRH                       | OUL                       | OUL                       | SNE                       | SNE                       | KNO                       | KNO                       | BRH                       | BRH                       | THR                       | THR                       | CAD                       | CAD                       | SIL                       | SIL                       | SIL                       | OUL                       | OUL                       | ASS                       | ASS                       | BRH                       | BRH                       | BRH                       | Pts                       |

| Color     | Resultado                                                               |
| --------- | ----------------------------------------------------------------------- |
| Oro       | Ganador                                                                 |
| Plata     | 2.ª plaza                                                               |
| Bronce    | 3.ª plaza                                                               |
| Verde     | Finalizó en los puntos                                                  |
| Azul      | Finalizó sin puntos                                                     |
| Azul      | NC - No clasificado                                                     |
| Violeta   | Ret - No terminó (Carrera)                                              |
| Rojo      | DNQ - No se clasificó                                                   |
| Negro     | DSQ - Descalificado                                                     |
| Blanco    | DNS - No empezó (carrera)                                               |
| Blanco    | WD - Retirado (fin de semana)                                           |
| Blanco    | C - Carrera cancelada                                                   |
| Sin color | DNP - Inscrito pero no participó                                        |
| Sin color | INJ - Lesionado                                                         |
| Sin color | EX - Excluido                                                           |
| Estado    | Resultado                                                               |
| Negrita   | Pole position                                                           |
| Cursiva   | Vuelta rápida                                                           |
| †         | Abandona, pero clasifica al completar el porcentaje requerido para ello |